# 이기형 (시인)
이기형(1917년 11월 10일 (1917년 음력 9월 26일) - 2013년 6월 12일)은 대한민국의 언론인·시인이며 재야 민주화 운동 인사이다.

## 생애

### 일제 강점기 활동
다이쇼 6년(서기 1917년) 함경남도 함주에서 태어났다. 12세 때 야학을 통해 항일 독립운동에 접하게 되고 1933년 이후 작가 한설야, 독립운동가 문석주, 독립운동가 여운형, 시인 임화, 작가 이기영 등을 만나 조선독립과 문학의 역할에 대해 모색하였다.
1938년 함흥고보를 졸업하였으며, 1942년 도쿄 일본대학 예술부 창작과에서 2년간 수학하였다. 1943년부터 1945년까지 '지하협동단사건','학병거부사건' 등 지하 항일투쟁 관련 혐의로 수차례 피검되어 1년여 동안 복역하였고, 1945년 8월 해방 소식을 접하였다.

### 해방 이후
해방 이후 1945년~1947년까지 '동신일보'와 '중외신보' 정치부, 사회부 기자로 일하면서 김구를 비롯한 대한민국 임시정부 요인들, 이승만, 박헌영, 김삼룡, 이주하 등을 만났다.
1947년 7월 19일 그가 정신적 지도자로 여겨왔던 여운형이 암살당하자, 이후 월북하여 ‘민주조선’ 사회부 기자를 잠깐 하다가 6·25 전쟁 때 월남하여 취재 중 빨치산 활동을 하다 체포, 투옥되었다. 이후 엄혹한 분단체제 하에서 구멍가게, 학원 강사, 번역, 사설학원 운영 등의 일을 전전하면서 서울 뒷골목에서 칩거 생활을 지냈다. 1980년 시인 김규동, 작가 남정현 등 지인들을 통해 '창작과비평사'의 시인 신경림, 문학평론가 백낙청, 시인 이시영 등을 만나 '분단 조국하에서 시를 쓰지 않겠다.'던 생각을 바꿔 사회 활동을 결심하게 된다.
1980년부터 1990년 중반까지 재야 민주화 통일운동에 참여했으며, 민족문학작가회의 고문을 지냈다.

### 죽음
평소 지병 없이 건강하게 살다가 감기가 폐렴으로 번지면서 2013년 6월 12일 별세했다.

## 작품
그의 시집은 <망향>, <설제>, <지리산>, <꽃섬>, <삼천리통일공화국>, <별꿈>, <산하단심>, <봄은 왜 오지 않는가> 등이 있고, 전기집으로 <몽양 여운형>, <도산 안창호>등을 썼으며, 기행문 <시인의 고향>, <통일명시 100선 감상>, <그날의 아름다운 만남> 등을 출간하였다.

### 시집
- <망향>
- <설제>
- <지리산>
- <꽃섬>
- <삼천리통일공화국>
- <별꿈>
- <산하단심>
- <봄은 왜 오지 않는가>

### 평전
- <몽양 여운형>
- <도산 안창호>

### 기행문
- <시인의 고향>
- <통일명시 100선 감상>
- <그날의 아름다운 만남>

## 같이 보기
- 민족문학작가회의
- 여운형
- 강원룡
- 이란
- 함흥고등학교